# Jenna Ortega
Jenna Marie Ortega (Palm Desert (Kalifornija), 27. rujna 2002.) - američka glumica
Rođena je 27. rujna 2002. u Kaliforniji. Četvrto je od šestero djece svojih roditelja. Otac joj je Meksikanac, a majka Meksikanka i Portorikanka.
Karijeru je započela kao dječja glumica, a istaknula se ulogom mlade Jane u seriji „Djevica Jane” (2014. - 2019.) Proboj je ostvarila ulogom Harley Diaz u seriji „Zaglavljeni u sredini” (2016. - 2018.)
Među mnogim drugim filmskim i televizijskim ulogama, 2022. godine istakla se ulogom u filmu „Vrisak” i 2024. u filmu "Milerova djevojka". Postala je svjetski poznata po ulozi Wednesday Addams u Netflixovoj seriji „Wednesday”. Serija se temelji na "Obitelji Addams". Za ulogu je nominirana za Zlatni globus i Nagradu Udruženja filmskih kritičara.
Tri tjedna nakon objavljivanja, serija „Wednesday” postala je druga najgledanija Netflixova serija na engleskom jeziku u povijesti platforme, dosegnuvši procijenjenih 150 milijuna kućanstava i ukupno 1 milijardu sati gledanja do prosinca 2022. Jacob Stolworthy iz „The Independenta” nazvao je popularnost serije „bez presedana” i sugerirao da bi mogla pokrenuti razvoj nekoliko drugih spin-off televizijskih serija.
Zbog svoje karijere nije "stvarno živjela normalnim životom" i izrazila je žaljenje što je propustila tradicionalno srednjoškolsko iskustvo i tinejdžerske prekretnice poput maturalne zabave.